# عمرو بن سعید اشدق
ابو امیه عمرو بن سعید بن عاص اموی (عربی: أَبُو أُمَيَّة عَمْرِو بْنِ سَعِيدِ بْنِ الْعَاصِ الأُمَوِيّ، آوانگاری: Abū Umayya ʿAmr ibn Saʿīd ibn al-ʿĀṣ al-Umawī; died 689/90), معروف اشدق (عربی: الأشدق)، از اعضای خاندان اموی، فرمانده و مدعی خلافت بود. او در سال ۶۸۰ در زمان یزید اول (حکومت ۶۸۰–۶۸۳) به عنوان فرماندار مدینه خدمت کرد و با تلاش زبیریان برای فتح سوریه در سال‌های ۶۸۴ و ۶۸۵ در زمان مروان اول مقابله کرد (حکومت ۶۸۴–۶۸۵). مروان، خالد بن یزید و اشدق را از خط جانشینی حذف کرد و پسران خود عبدالملک (حکومت ۶۸۵–۷۰۵) و عبدالعزیز را جایگزین آن‌ها کرد. کودتای اشدق علیه عبدالملک در سال ۶۸۹ با تسلیم شدن و سپس اعدام او توسط عبدالملک پایان یافت.

## زندگی‌نامه
عمرو پسر دولتمرد اموی سعید بن العاص و ام البنین بنت حکم خواهر مروان بن حکم بود. لقب او «اشدق» به معنای دهان گشاد بود. هنگامی که سعید بن عاص در سال ۶۷۹ درگذشت، اشدق رهبر این شاخه از قبیله اموی شد. در اواخر خلافت معاویه اول (حکومت ۶۶۱–۶۸۰)، وی فرماندار مکه بود و پس از به خلافت رسیدن یزید اول به فرمانداری مدینه منصوب شد. هنگامی که در جریان قیام عبدالله بن زبیر در سال ۶۸۲ کنترل مکه از دست بنی امیه خارج شد، یزید به اشدق دستور داد تا جهت مقابله با زبیریان لشکری به مکه بفرستد. اشدق، برادر ابن زبیر، عمرو را به فرماندهی این لشکر گماشت، اما سپاه ارسالی شکست خورد و عمرو توسط ابن زبیر اسیر و سپس اعدام شد. در اواخر سال ۶۸۳، اشدق از مقامش برکنار شد. یزید درگذشت و پسرش معاویه دوم جانشین او شد.‌ معاویه دوم بیمار بود و چند ماه بعد درگذشت. این موضوع باعث ایجاد بحران رهبری در خلافت اموی شد که در طول آن اکثر استان‌ها، ابن زبیر را به عنوان خلیفه به رسمیت شناختند.
هنگامی که بزرگان خاندان اموی، از جمله رئیس قبیله بنی کلب، مروان بن حکم را به عنوان خلیفه در اجلاس جابیه در سال ۶۸۴ انتخاب کردند، مقرر شد که خالد، پسر کوچک یزید، جانشین مروان شود و اشدق نیز جانشین خالد شود. اشدق فرماندهی جناح راست سپاه مروان را در جریان نبرد مرج راهط در اواخر همان سال برعهده داشت که در آن بنی امیه پیروزی چشمگیری بر قبایل قیسی طرفدار زبیریان در سوریه به دست آورد. اشدق در لشکرکشی مروان برای باز پس‌گیری مصر از دست فرماندار طرفدار زبیریان در سال ۶۸۵ شرکت کرد. پس از پیروزی امویان، اشدق بر فراز منبر مسجد شهر فسطاط (مرکز استان مصر) حاکمیت مروان را اعلام کرد. پس از آن، مروان او را برای مقابله با تهاجم مصعب بن زبیر به فلسطین که در غیاب مروان سعی در فتح شام داشت، فرستاد. او سپس به مروان پیوست و به دمشق پایتخت امویان بازگشت. خلیفه نسبت به جاه طلبی‌های اشدق برای خلافت نگران بود، به ویژه به دلیل محبوبیت او در میان اشراف شام و خویشاوندی [مادر اشدق خواهر مروان بود و از طرف پدری نیز با یکدیگر خویشاوند بودند] نزدیکی که با مروان داشت. مروان تصمیم گرفت از به حکومت رسیدن اشدق و خالد جلوگیری کند او تلاش کرد با معرفی و به رسمیت پسرانش عبدالملک و عبدالعزیز توسط اشراف شام به عنوان ولیعهد طرح خود را عملی کند.
عبدالملک در اواخر سال ۶۸۵ جانشین پدرش شد، اما همچنان نسبت به اشدق بدبین بود. اشدق از ادعای خود دست برنداشت و خلافت عبدالملک را نقض توافقات صورت گرفته در جابیه تلقی کرد. هنگامی که خلیفه در سال ۶۸۹ دمشق را برای لشکرکشی به عراق که تحت کنترل زبیریان بود ترک کرد، اشدق از غیبت او استفاده کرد و شورشی به راه انداخت و شهر را تصرف کرد سپس بر منبر رفت و حق خود را برای خلافت اعلام کرد. این اقدام، عبدالملک را مجبور کرد تا لشکرکشی به عراق را رها کرده و با شورش اشدق مقابله کند. در رویارویی میان طرفداران آن دو در دمشق، عبدالملک به اشدق پیشنهاد عفو در ازای تسلیم داد، که اشدق نیز پذیرفت. با این حال، عبدالملک همچنان به او بی‌اعتماد بود و او را به کاخش در دمشق فراخواند، جایی که در سال ۶۸۹ یا ۶۹۰ میلادی او را اعدام کرد.

## خانواده

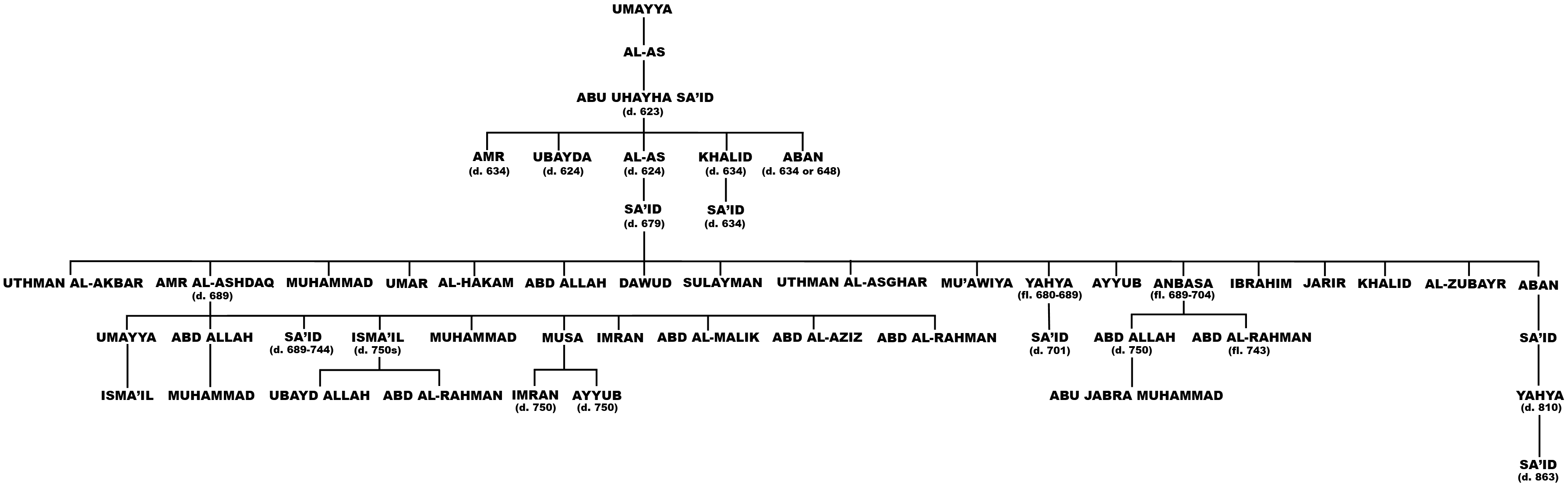
شجره نامه خاندان سعید بن عاص از شاخه‌های فرعی خاندان بنی امیه

پسران اشدق، امیه، سعید، اسماعیل و محمد، که همگی از همسر اشدق، ام حبیب بنت حریث از قبیله بنو عذره به دنیا آمده بودند،  از قبیله بنو عذره به دنیا آمده بودند، پس از پیروزی عبدالملک بر زبیریان در سال ۶۹۲، با وی آشتی کردند. سعید، که در شورش پدرش شرکت کرده بود به مدینه و پس از آن به کوفه مهاجرت کرد. سعید در سال ۷۴۴ از دربار خلیفه اموی، یزید دوم، دیدن کرد. اسماعیل، که او نیز در شورش پدرش شرکت کرده بود، تا ابتدای دوره عباسیان (پس از ۷۵۰) در نزدیکی مدینه در انزوا زندگی می‌کرد گفته می‌شود خلیفه اموی، عمر بن عبدالعزیز (حکومت ۷۱۷ تا ۷۲۰)، به دلیل تقوا و پرهیزکاری او، در نظر داشت او را به عنوان جانشین خود منصوب کند.  اسماعیل توسط داوود بن علی، والی عباسی مدینه، از اعدام نجات یافت. اشدق، همچنین از ام حبیب دختری به نام ام کلثوم داشت.
از همسر دیگرش، سوده بنت زبیر بن عوام، خواهر عبدالله بن زبیر، اشدق پسرانی به نام عبدالملک و عبدالعزیز و دختری به نام رمله را داشت. او همچنین با عایشه بنت مطیع، خواهر عبدالله بن مطیع از قبیله بنی عدی قریش ازدواج کرده بود که از او دو پسر به نام موسی و عمران را داشت. از همسر کلبی‌اش، نائله بنت فریص، دختری به نام ام موسی داشت. ام موسی با پسر یزید اول، عبدالله الاسوار، ازدواج کرد. او همچنین از دو کنیزش فرزندانی به نام عبدالله و عبدالرحمن و دختری به نام ام عمران را داشت.